# سیارک ۲۴۸۹۹
سیارک ۲۴۸۹۹ (به انگلیسی: 24899 Dominiona، نامگذاری:1997AU17) بیست و چهار هزار و هشتصد و نود و نهمین سیارک کشف شده‌است که در ۱۴ ژانویه ۱۹۹۷ کشف شد.
قدر مطلق سیارک برابر ۱۵٫۵ است.